# Accident ferroviari de Montcada i Reixac de 2022
L'accident ferroviari de Montcada i Reixac de 2022 es va produir a la línia R4 de Rodalies de Catalunya a l'estació de Montcada i Reixac-Manresa el 7 de desembre de 2022. L'incident va deixar 155 passatgers ferits, dels quals 150 lleus i 5 en estat menys greu, segons el Sistema d'Emergències Mèdiques.

## Esdeveniment
L'accident va ocórrer a primera hora del matí, a prop de les 07:50 h, quan un tren de la línia R4 que circulava en sentit Barcelona, va envestir un altre comboi que anava davant d'ell i estava aturat a l'estació de Montcada i Reixac-Manresa. El xoc va deixar més 150 ferits, dels quals 39 foren traslladats a diferents centres sanitaris. Renfe i Protecció Civil van activar el Pla Ferrocat i s'hi van traslladar diverses unitats del Sistema d’Emergències Mèdiques, Bombers, Mossos d’Esquadra i Policia Local. Les línies R4, R7 i R12 van quedar interrompudes en els dos sentits durant dues hores aproximadament.
Els Mossos d'Esquadra, Adif i Renfe s'encarregaren de la investigació de les causes de l'accident.